# ذو الإصبع الغصيني
ذو الإصبع الغُصيني (الاسم العلمي: Carphodactylus laevis)، جنس سحالي أحادي الطراز من الأبارص الأسترالية، ويعرف باسم أبو بريص الحرباء. يعيش في شمال شرق كوينزلاند.